# Eduardo VI de Inglaterra
Eduardo VI (12 de outubro de 1537 – 6 de julho de 1553) foi o Rei da Inglaterra e Irlanda de 1547 até sua morte. Filho do rei Henrique VIII com Joana Seymour, Eduardo foi o terceiro monarca da Casa de Tudor e o primeiro rei inglês criado como protestante. O país foi comandado durante seu reinado pelo Conselho Regencial, já que ele nunca atingiu a maioridade, liderado primeiramente por Eduardo Seymour, 1.º Duque de Somerset, e depois por João Dudley, 1.º Duque de Northumberland.
O reinado de Eduardo foi marcado por problemas econômicos e agitações sociais que levaram a tumultos e rebeliões em 1549. Uma guerra contra a Escócia, inicialmente bem-sucedida, terminou com uma retirada do país e de Bolonha-sobre-o-Mar em troca da paz. A transformação da Igreja Anglicana num órgão reconhecidamente protestante também aconteceu no reinado de Eduardo, que se interessou muito por assuntos religiosos. Apesar de Henrique VIII ter rompido a ligação entre a Igreja da Inglaterra e Roma, nunca permitiu a rejeição à doutrina católica ou suas cerimônias. Durante o reinado de Eduardo estabeleceu-se o protestantismo pela primeira vez na Inglaterra com reformas que incluíam a abolição das missas e a reformulação da eucaristia. O arquiteto dessas mudanças foi Tomás Cranmer, o Arcebispo da Cantuária.
Eduardo adoeceu em fevereiro de 1553. Ao descobrir que era uma doença terminal, ele e seu conselho redigiram a "Elaboração para a Sucessão", tentando impedir que a Inglaterra voltasse ao catolicismo. Nomeou a prima Joana Grey como herdeira, excluindo suas meias-irmãs Maria e Isabel. Porém, depois de sua morte em 6 de julho, Maria depôs Joana. Ela reverteu as reformas protestantes de Eduardo, que mesmo assim se tornaram a base para a Resolução religiosa de Isabel em 1559.

## Início de vida

### Nascimento

O príncipe Eduardo em 1539.

Eduardo nasceu em 12 de outubro de 1537 no Palácio de Hampton Court, Middlesex, filho do rei Henrique VIII da Inglaterra com sua terceira esposa Joana Seymour. Todo o reino recebeu o nascimento de um herdeiro homem, "por quem ansiávamos há tanto tempo", com grande alegria e alívio. Te Deums foram cantados em igrejas e fogueiras acesas. A rainha Joana, aparentemente se recuperando rapidamente do nascimento, enviou pessoalmente cartas assinadas por ela anunciando o nascimento de "um Príncipe, concebido no matrimônio mais legítimo entre meu Senhor a Majestade do Rei e eu". Eduardo foi batizado no dia 15 de outubro, acompanhado de suas meias-irmãs: Maria como madrinha e Isabel. O Rei de Armas da Jarreteira o proclamou como Duque da Cornualha e Conde de Chester. Entretanto, a rainha adoeceu no dia 23 de outubro, presume-se de complicações pós-natais, e morreu na noite seguinte. Henrique escreveu ao rei Francisco I da França que a "Divina Providência… misturou minha alegria com a amargura da morte daquela que me trouxe esta felicidade".

### Crescimento e educação

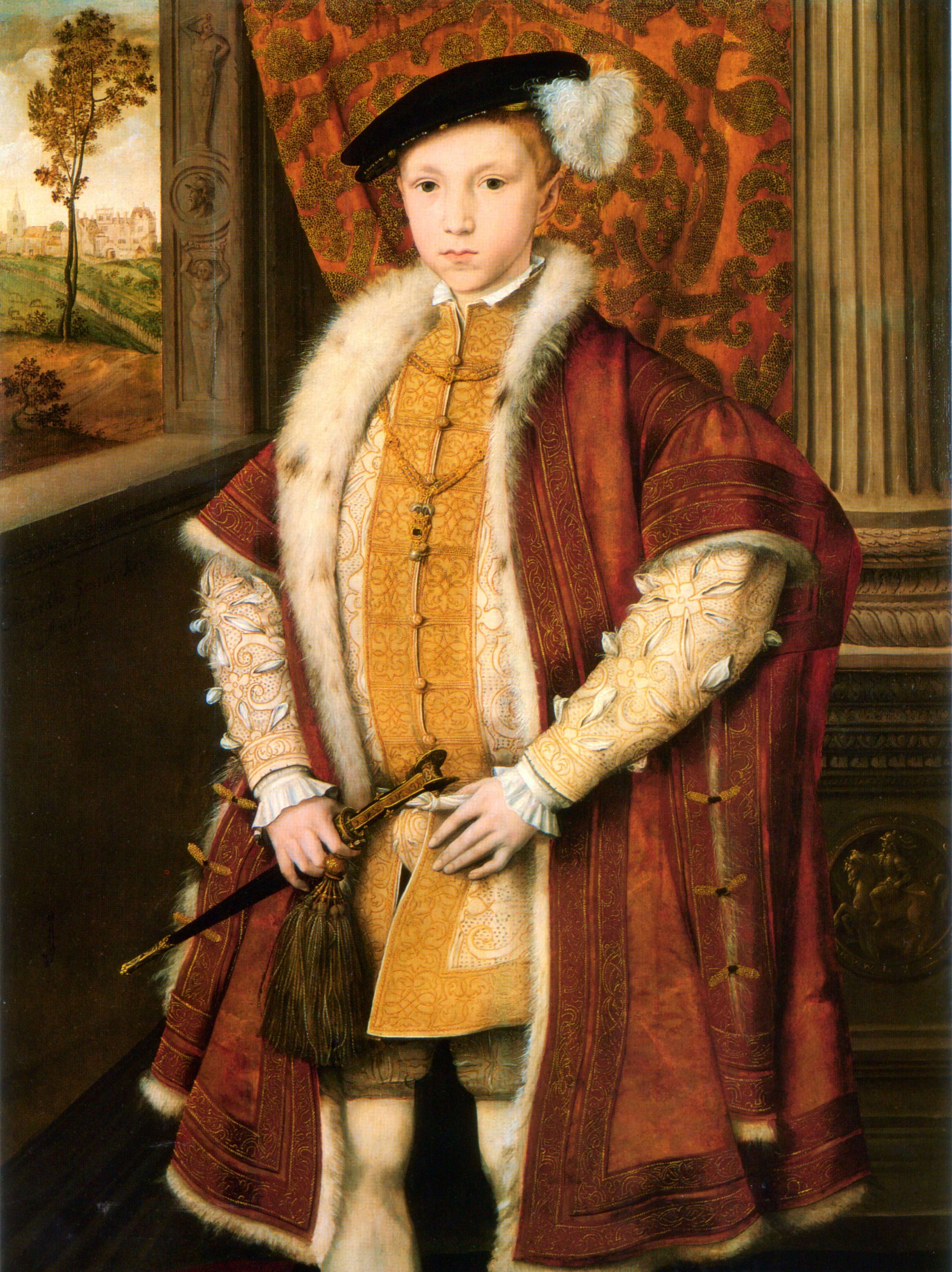
O príncipe Eduardo em 1546.

Eduardo foi um bebê saudável que desde o início amamentou muito. Seu pai ficou encantado com ele; Henrique escreveu em maio de 1538 que "divertindo-o com seus braços… e então segurando-o numa janela para a vista e conforto do povo". Em setembro, Tomás Audley, Lorde Chanceler, afirmou que Eduardo estava crescendo rapidamente e com vigor; em outros relatos ele é descrito como uma criança alta e alegre. Alguns historiadores contestaram a tradição de que Eduardo VI era um menino doente. Aos quatro anos de idade, ele adoeceu com uma potencialmente letal "febre quartenária", entretanto, apesar de alguma doença ocasional e visão ruim, ele sempre teve boa saúde até os últimos meses de vida.
Eduardo inicialmente foi colocado aos cuidados de Margarida Bryan, "dama patroa" da criadagem do príncipe, depois sucedida por Branca Herbert. Ele foi criado até os seis anos de idade "entre mulheres", como o próprio descreve em seu Chronicle. A criadagem real estabelecida ao redor de Eduardo estava inicialmente a cargo de sir Guilherme Sidney e depois de sir Ricardo Page, padrasto de Ana Stanhope, esposa de seu tio Eduardo Seymour. Henrique exigia rigorosas normas de segurança e limpeza, afirmando que o filho era "a joia mais preciosa de todo este reino". Os visitantes o descreviam como uma criança contente. O príncipe foi equipado com brinquedos e confortos, incluindo sua própria trupe de menestréis.
Eduardo começou sua educação formal aos seis anos de idade com Ricardo Cox e João Cheke, concentrando-se, como ele se lembra, em "aprender as línguas, a escritura, a filosofia e todas as ciências liberais". Ele recebeu aulas de Rogério Ascham, tutor de Isabel, e Jean Belmain, aprendendo francês, espanhol e italiano. Além disso, sabe-se que Eduardo estudou geometria e aprendeu a tocar instrumentos musicais, como alaúde e virginal. Colecionava globos e mapas e, de acordo com o historiador C. E. Challis, desenvolveu um domínio de assuntos monetários que indicavam alta inteligência. Acredita-se que sua educação religiosa tenha sido reformista. Sua orientação religiosa foi provavelmente escolhida pelo arcebispo Tomás Cranmer, um dos principais reformistas. Tanto Cox quanto Cheke eram católicos e erasmianos "reformados", posteriormente exilados durante o reinado de Maria I. Eduardo escreveu um tratado sobre o papa como o anticristo em 1549, tomando notas bem-informadas sobre controvérsias religiosas. Muitos aspectos de sua religião, durante seus primeiros anos, eram essencialmente católicos, incluindo a celebração da missa e reverência por imagens e relíquias de santos.

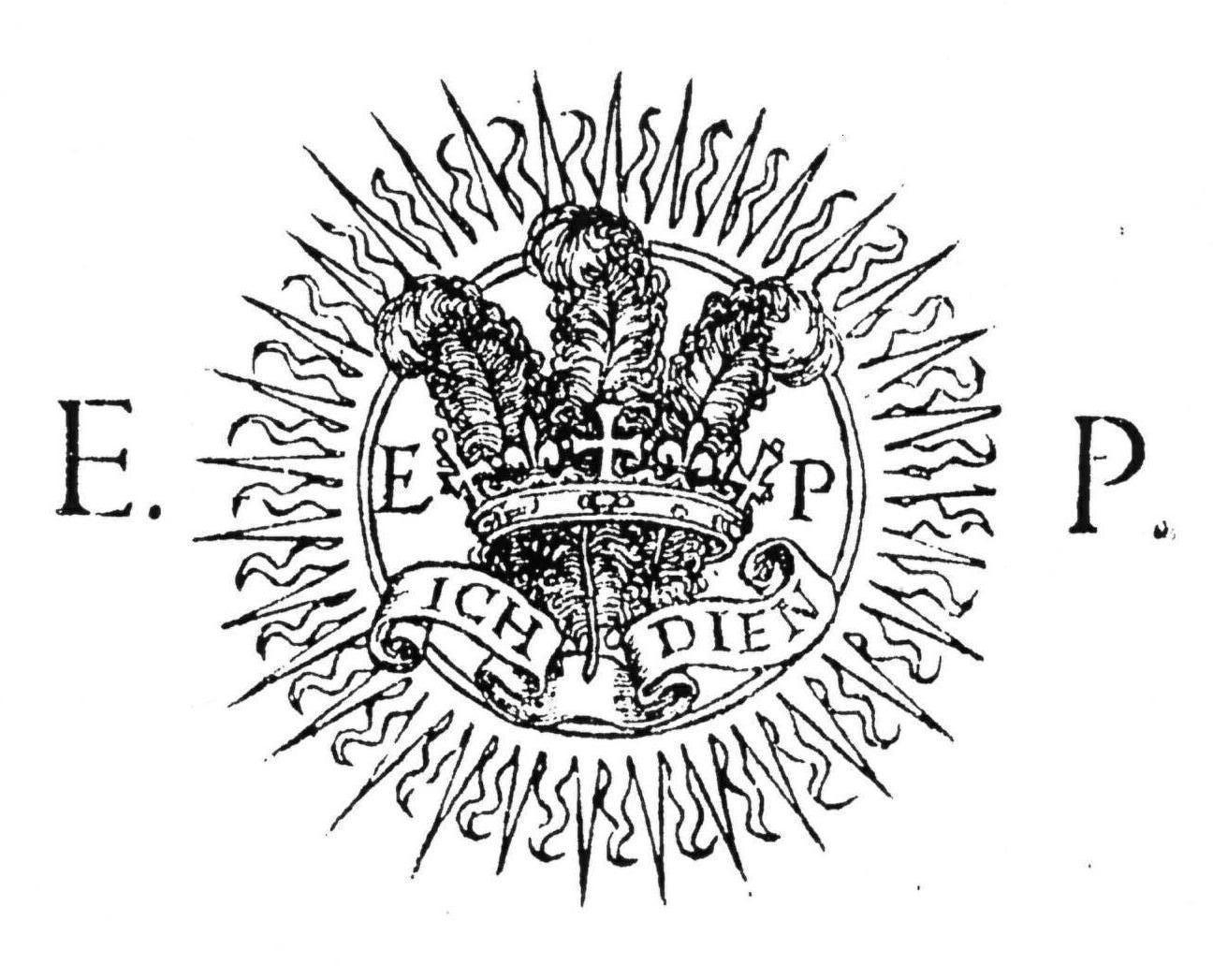
O emblema do príncipe Eduardo.

Suas duas irmãs eram atenciosas com ele e frequentemente o visitavam – em certa ocasião, Isabel deu-lhe uma camisa "de seu próprio trabalho". Eduardo "tomou satisfação especial" pela companhia de Maria, apesar de desaprovar o gosto dela por danças estrangeiras; "Amo mais a ti", escreveu-lhe em 1546. Henrique convidou seus filhos para passarem o Natal de 1543 junto com ele, sinalizando uma reconciliação com as filhas que havia anteriormente deserdado e ilegitimizado. Na primavera, ele as recolocou na linha de sucessão através da Terceira Lei de Sucessão, que também garantia um conselho regencial durante a minoridade de Eduardo. Essa harmonia familiar desacostumada deve-se muito a influência da sexta e última esposa de Henrique, Catarina Parr, quem Eduardo logo se afeiçoou. Ele a chamava de sua "mais querida mãe" e em setembro de 1546 escreveu-lhe: "Recebi tantos benefícios de ti que minha mente mal pode compreendê-los".
Trouxeram-lhe outras crianças para brincar com ele, incluindo a neta de sir Guilherme Sidney, que quando adulta lembrou do príncipe como "uma criança maravilhosa e doce, de condição muito leve e generosa". Ele foi educado junto com os filhos de nobres, "nomeados para participarem com ele" em uma espécie de mini corte. Entre eles estava Barnabé Fitzpatrick, filho de uma pariato irlandês, que se transformou em um amigo próximo e duradouro. Eduardo era mais dedicado aos estudos que seus colegas de classe, aparentemente superando todos, motivado por seu "dever" e para competir com a maestria acadêmica da irmã Isabel. Seus arredores e possessões eram regiamente esplêndidos: caras tapeçarias flamencas foram penduradas em seus quartos e suas roupas, livros e talheres foram incrustados com ouro e pedras preciosas. Como o pai, Eduardo era fascinado pelas artes militares, com muitos de seus quadros o mostrando carregando uma adaga de ouro com a empunhadura cheia de joias. O Chronicle de Eduardo detalha entusiasticamente as campanhas militares inglesas contra a Escócia e França, além de aventuras como a quase captura de João Dudley perto de Musselburgh em 1547.

### "O Rude Cortejo"

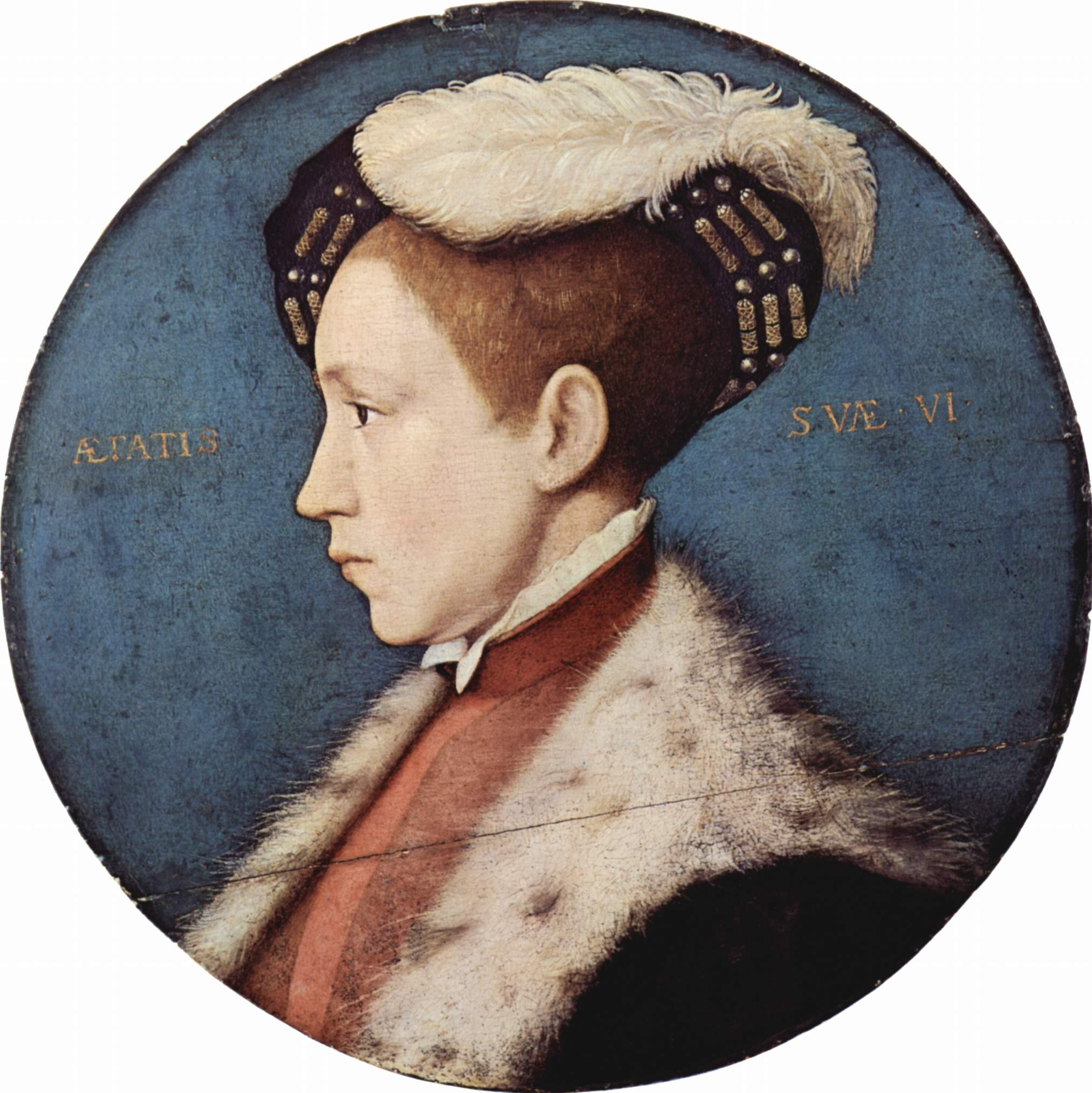
Retrato em miniatura de Eduardo, c. 1543–46.

Henrique VIII assinou o Tratado de Greenwich com os escoceses em 1 de julho de 1543, selando a paz com o noivado de Eduardo e a rainha Maria da Escócia, então com apenas sete meses de idade. Os escoceses estavam em posição ruim para negociar depois da derrota em Solway Moss no mês de novembro, e Henrique, desejando unir os dois reinos, estipulou que Maria fosse entregue a ele para crescer junto com Eduardo. Henrique ficou furioso quando os escoceses repudiaram o tratado em dezembro de 1543 e renovaram sua aliança com a França. Ele ordenou em abril do ano seguinte que Eduardo Seymour, Conde de Hertford e tio de Eduardo, invadisse a Escócia para "colocar tudo a ferro e fogo, queimar a cidade de Edimburgo, tão arrasada e desfigurada quando você a saquear e conseguir o que puderes dela, já que deve haver para sempre uma memória perpétua da vingança de Deus iluminada sobre eles por sua falsidade e deslealdade". Seymour respondeu com a campanha mais selvagem já lançada contra a Escócia. A guerra ficou conhecida como "O Rude Cortejo".

## Ascensão

Brasão de armas do rei Eduardo VI.

Eduardo, com nove anos de idade, escreveu ao pai e a madrasta em 10 de janeiro de 1547 agradecendo pelos presentes de ano novo. Em 28 de janeiro de 1547, Henrique VIII morreu. Liderados por Eduardo Seymour e Guilherme Paget, aqueles próximos ao trono concordaram em adiar o anúncio da morte do rei até todos os arranjos para suavizar a transição fossem tomados. Seymour e sir Antônio Browne, mestre do cavalo, foram pegar Eduardo em Hertford e o levaram até Enfield, onde Isabel estava vivendo. Ele e Isabel foram então informados da morte do pai e tiveram uma leitura de seu testamento. O Lorde Chanceler Tomás Wriothesley anunciou a morte de Henrique ao parlamento em 31 de janeiro, ordenando proclamações gerais sobre a sucessão de Eduardo. O novo rei foi levado a Torre de Londres, onde foi recebido por "grandes tiros de artilharia em todos os lugares, tanto fora da Torre quanto fora dos navios". No dia seguinte, os nobres do reino prestaram reverência na torre; Seymour foi anunciado como Protetor.
Eduardo VI foi coroado na Abadia de Westminster quatro dias depois, em 20 de fevereiro. Abreviou-se a cerimônia por causa da "tediosa duração da mesma, que seria fatigante e porventura prejudicial à majestade do Rei, ainda sendo de tenra idade", e também porque a Reforma considerou algumas partes inapropriadas. Na véspera da ocasião, Eduardo foi de cavalo da Torre até o Palácio de Westminster através de multidões e desfiles, muitos dos quais baseados noutro menino rei, Henrique VI. Ele riu de um funambulista espanhol que "caiu e jogou muitos brinquedos bonitos" do lado de fora da Catedral de São Paulo. No serviço da coroação, Cranmer afirmou a supremacia real e chamou o rei de um segundo Josias, pedindo para que ele continuasse a reforma da Igreja Anglicana, "a tirania dos Bispos de Roma banida de seus súditos, e imagens removidas". Depois da cerimônia, Eduardo presidiu um banquete onde, como lembra em sua Crônica (Chronicle), jantou com a coroa na cabeça.

## Protetorado de Seymour

### Conselho Regencial
O testamento de Henrique VIII nomeava dezesseis executores que deveriam atuar no conselho de Eduardo até ele alcançar dezoito anos. Esses executores eram suplementados por doze homens que deveriam auxiliá-los se chamados. O estado final do testamento de Henrique já foi assunto de controvérsias. Alguns historiadores sugerem que aqueles próximos manipularam o rei, ou manipularam o próprio testamento, para garantir a eles mesmos parte do poder e benefícios, tanto de forma material quanto religiosa. Nessa interpretação, a composição da Câmara Privada mudou no final de 1546 em favor da facção reformista. Além disso, dois conselheiros conservadores foram removidos do centro de poder. Foi recusado o acesso de Estêvão Gardiner ao rei durante seus últimos meses. Tomás Howard, 3.º Duque de Norfolk, foi acusado de traição; um dia antes da morte de Henrique suas propriedades foram confiscadas, disponibilizando-as para redistribuição, e ele passou todo o reinado de Eduardo VI na Torre de Londres. Outros historiadores falam que a exclusão de Gardiner não ocorreu por motivos religiosos, que Howard não era notavelmente conservador em assuntos religiosos, que os conservadores permaneceram no conselho e que é questionável o radicalismo de homens como sir Antônio Denny, que controlava um carimbo que replicava a assinatura do rei. Seja qual for o caso, a morte de Henrique foi seguida de uma enorme entrega de terras e honras ao novo grupo no poder. O testamento possuía uma cláusula de "presentes não cumpridos", adicionada no último minuto, que permitia aos executores de Henrique a livre distribuição de terras e honras para eles mesmos e a corte, particularmente para Eduardo Seymour, tio de Eduardo VI que se tornou Lorde Protetor do Reino, Governador da Pessoa do Rei e Duque de Somerset.

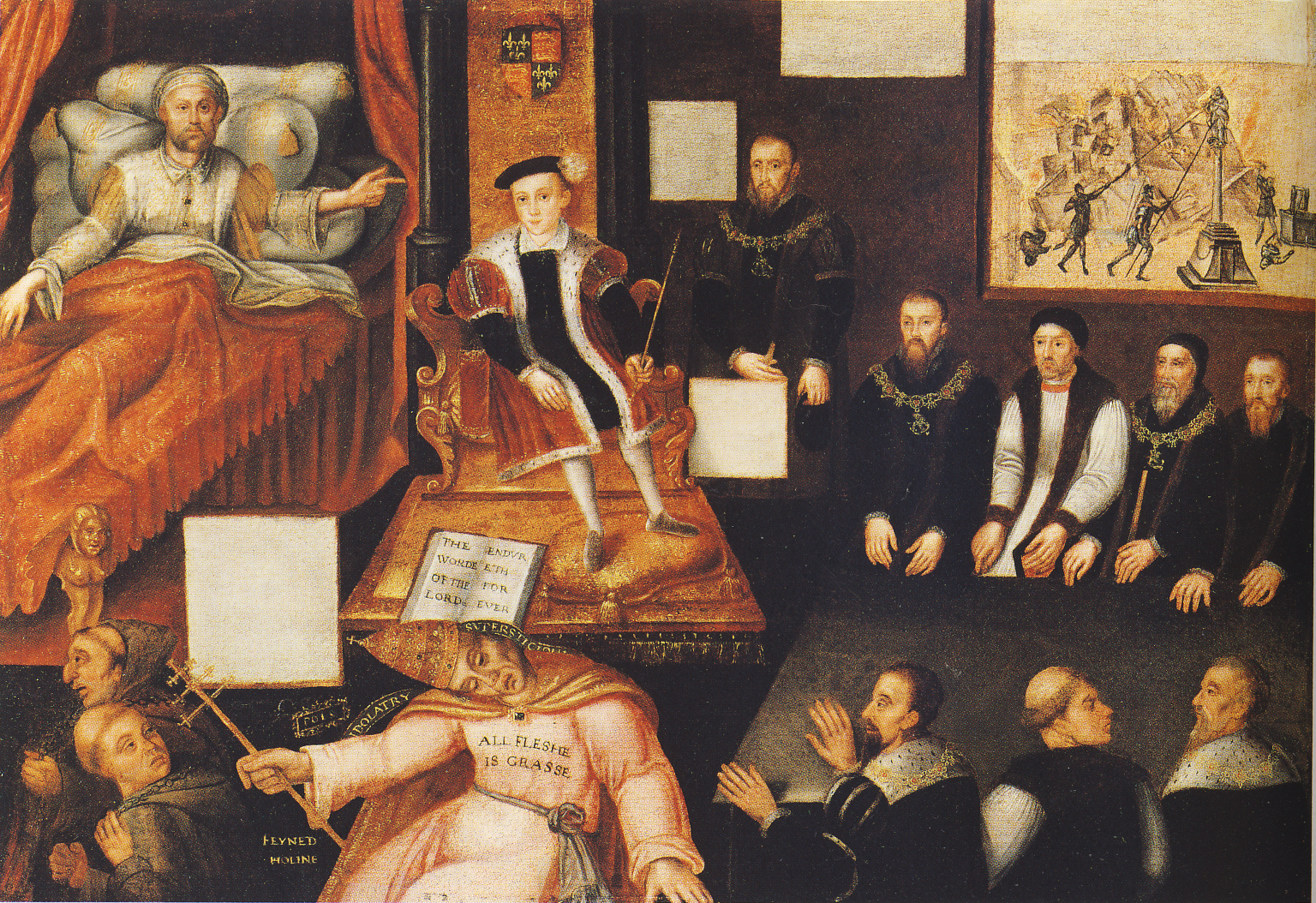
Esta obra de propaganda mostra Henrique VIII, deitado na cama, entregando o poder a Eduardo VI, sentado ao seu lado e com um papa caído aos seus pés. No canto superior direito está uma imagem de homens derrubando e quebrando ídolos. Ao lado de Eduardo está seu tio Lorde Protetor Eduardo Seymour e membros do Conselho Privado.

Na verdade, o testamento de Henrique VIII não nomeava um Protetor. Ele confiava o governo do reino durante a minoridade do filho a um Conselho Regencial que governaria coletivamente, por decisão da maioria, com "carga comum e igual". Mesmo assim, em 4 de fevereiro, alguns dias depois da morte do rei, os executores concordaram em empossar Eduardo Seymour com poderes quase reais. Treze dos dezesseis (os outros estavam ausentes) concordaram em nomeá-lo Lorde Protetor, algo que foi justificado como sua decisão conjunta "por virtude da autoridade" do testamento de Henrique. Seymour pode ter feito acordos com alguns dos executores, que imediatamente receberam presentes. Sabe-se que ele fez um acordo com Guilherme Paget, secretário particular de Henrique VIII, e garantiu o apoio de sir Antônio Browne na Câmara Privada.
A nomeação de Seymour ocorreu também para manter o precedente histórico e sua elegibilidade para a função foi reforçada por seus sucessos militares na Escócia e França. Em março de 1547, Seymour garantiu cartas-patente do rei garantindo a ele poderes quase monárquicos para nomear membros do Conselho Privado e consultá-los apenas quando desejasse. Nas palavras do historiador Geoffrey Elton, "daquele momento em diante seu sistema autocrático foi completado". Ele então governou praticamente por proclamação, chamando o Conselho Privado apenas para carimbar suas decisões.
A tomada de poder de Seymour foi suave e eficiente. Francisco van der Delft, o embaixador imperial, relatou que ele "governa absolutamente tudo", com Paget operando como secretário, apesar dele prever problemas com João Dudley, feito Conde de Warwick na distribuição de honras. Na verdade, Seymour só foi desafiado durante as primeiras semanas do protetorado pelo irmão e Tomás Wriothesley, cujo Condado de Southampton ele evidentemente não conseguiu comprar. Wriothesley, um conservador religioso, foi contra os poderes monárquicos de Seymour sobre o conselho. Ele logo em seguida foi dispensado de sua posição por vender alguns de seus cargos a representantes.

### Tomás Seymour

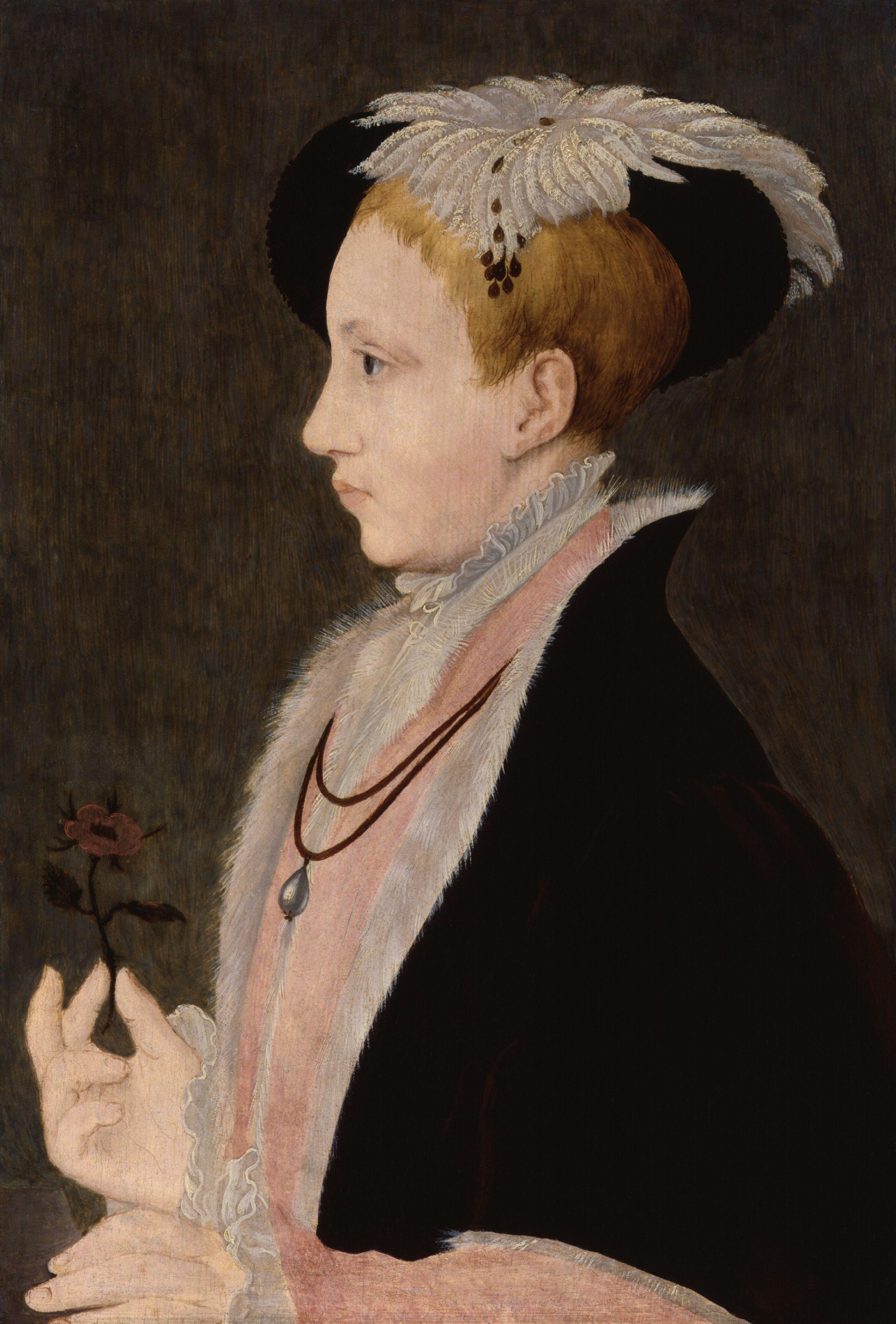
Eduardo c. 1546.

Eduardo Seymour enfrentou uma oposição menos gerenciável em Tomás Seymour, seu irmão mais novo, que foi descrito como "verme na raiz". Como também era tio de Eduardo VI, Tomás Seymour exigia o governo da pessoa do rei e uma parcela maior de poder. Eduardo tentou comprar o irmão com um título de barão, uma nomeação para o Almirantado e uma cadeira no Conselho Privado – porém Tomás estava determinado a conspirar pelo poder. Ele começou a contrabandear dinheiro de bolso do rei, dizendo que o irmão amarrava muito apertado a bolsa. Ele também pediu para Eduardo deixar o protetorado em dois anos e "suportar regras como outros reis fazem"; porém Eduardo, instruído a diferir do conselho, recusou-se a cooperar. Usando o apoio de Eduardo VI para contornar a oposição do irmão, Tomás casou-se secretamente na primavera de 1547 com Catarina Parr, viúva de Henrique VIII, cuja criadagem protestante incluía Joana Grey, então com onze anos de idade, e Isabel, com treze.
No verão do ano seguinte, Catarina, grávida, descobriu Tomás abraçando Isabel. Como resultado, a menina foi transferida para a criadagem de sir Antônio Denny. Catarina Parr morreu em setembro durante o parto e Tomás Seymour prontamente retomou suas atenções para Isabel através de cartas, planejando se casar com ela. Isabel foi receptiva, porém, como Eduardo VI, não estava preparada para concordar com qualquer coisa sem a permissão do conselho. Tomás foi preso em janeiro de 1549 pelo conselho sob várias acusações, incluindo apropriação indébita na Casa da Moeda de Bristol. O rei, quem Seymour planejava casar com Joana Grey, testemunhou contra o tio sobre o dinheiro de bolso. Um julgamento foi evitado por falta de evidências concretas para uma acusação de traição, então ele foi condenado por um bill of attainder e decapitado em 20 de março de 1549.

### Guerra
A única habilidade inquestionável de Seymour era como soldado, algo que ele havia provado em expedições a Escócia e na defesa de Bolonha-sobre-o-Mar em 1546. Desde o início, seu principal interesse como Protetor era a guerra contra a Escócia. Depois de uma esmagadora vitória em setembro de 1547 na Batalha de Pinkie Cleugh, ele estabeleceu uma rede de guarnições na Escócia, chegando até a Dundee. Entretanto, seu sucesso inicial foi seguido por uma perda de direção, já que seu objetivo de unir os dois reinos através da conquista ficou cada vez mais irrealista. Os escoceses se aliaram com a França, que enviou reforços para a defesa de Edimburgo em 1548; Maria da Escócia foi levada para a França, onde foi prometida ao delfim. O custo de manter os exércitos ingleses em guarnições permanentes também colocava um ônus insustentável nas finanças reais. Um ataque francês contra Bolonha em agosto de 1549 forçou Seymour a começar uma retirada da Escócia.

### Rebeliões

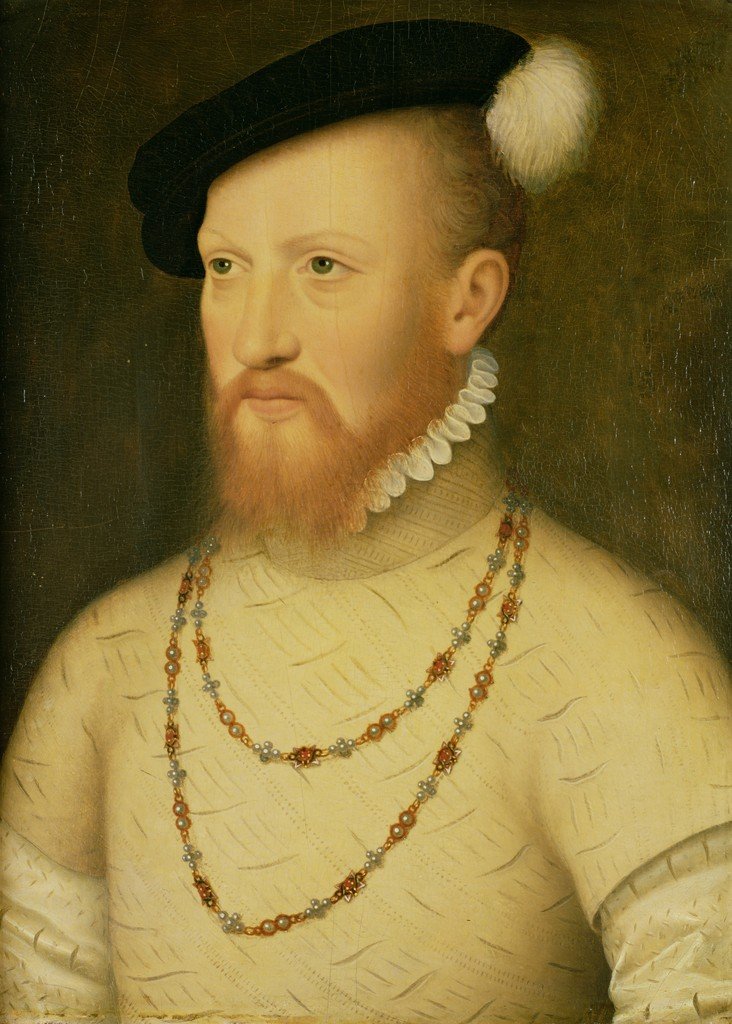
Eduardo Seymour, c. 1540.

A Inglaterra esteve sujeita a inquietações sociais durante 1548. Várias revoltas estouraram depois de abril de 1549, impulsionadas por inúmeras queixas religiosas e agrárias. As duas maiores rebeliões precisaram de intervenções militares para serem suprimidas. A primeira, que ocorreu em Devon e Cornualha, algumas vezes chamada de Rebelião do Livro de Oração, aconteceu principalmente por causa da imposição de serviços religiosos em inglês, e a segunda, que ocorreu em Norfolk, foi liderada por Roberto Kett, e foi basicamente uma luta contra os cercamentos. Um aspecto interessante dessa segunda rebelião era que os camponeses acreditavam estar agindo legitimamente contra senhorios cercados, convencidos que os senhores de terra eram os infratores.
A mesma justificativa para as rebeliões foi usada por todo o país, não apenas em Norfolk e no oeste. A origem da visão popular que Seymour era simpático a causa rebelde se deve em parte por suas proclamações por vezes liberais e frequentemente contraditórias, e parcialmente devido as atividades não coordenadas das comissões que enviou em 1548 e 1549 para investigar as queixas de perda de lavouras, invasão de grandes rebanhos de ovinos em pastagens comuns e outras questões. As comissões foram lideradas pelo parlamentar João Hales, cuja retórica social liberal ligava a questão dos cercamentos com a teologia reformista e a noção de uma commonwealth religiosa. Grupos locais frequentemente presumiam que as revelações das comissões lhe davam o direito de agirem por conta própria contra os infratores. Eduardo VI escreveu em seu Chronicle que os levantes começaram "pois certas comissões foram enviadas para derrubar os cercamentos".
Os desastrosos eventos de 1549 foram tomados como evidências da colossal falha do governo, com o conselho responsabilizando o Protetor. Em julho do mesmo ano, Paget escreveu a Seymour: "Todos os homens do conselho desgostaram de seus procedimentos ... por Deus, que, na primeira celeuma você tivesse seguido o assunto com veemência, e feito a justiça ser ministrada de forma solene ao terror dos outros ...".

### Queda de Seymour
A sequência de eventos que levaram a retirada de Eduardo Seymour do poder já fora frequentemente chamada de "golpe de estado". Seymour foi alertado em 1 de outubro de 1549 que seu governo estava sendo seriamente ameaçado. Ele emitiu uma proclamação pedindo ajuda, tomou posse da pessoa do rei e retirou-se para a segurança do Castelo de Windsor, onde o rei escreveu que "Eu acho que estou na prisão". Enquanto isso, o conselho publicou detalhes da má gestão do governo de Seymour. Eles deixaram claro que o poder do Protetor vinha deles, não do testamento de Henrique VIII. O conselho prendeu Seymour em 11 de outubro e levou Eduardo VI para o Palácio de Richmond. O rei resumiu as acusações contra o tio no seu Chronicle: "ambição, vanglória, entrar em guerras precipitadas na minha juventude, negligência de Novo Paraíso, enriquecer-se do meu tesouro, seguir sua própria opinião e fazer tudo sob sua própria autoridade, etc.". Em fevereiro de 1550, João Dudley, Conde de Warwick, emergiu como o líder do conselho. Apesar de ter sido solto da Torre e voltado ao conselho, Seymour foi executado por felonia em janeiro de 1552 depois de tentar derrubar Dudley. Eduardo marcou a morte de Seymour em seu Chronicle: "o duque de Somerset teve a cabeça cortada na Torre entre às oito e nove horas desta manhã".
Historiadores contrastam a eficiência da tomada de poder de Seymour, em que detectam as habilidades de organização de aliados como Paget, o "mestre das práticas", com sua subsequente inaptidão para governar. No outono de 1549, suas custosas guerras perderam a energia, a coroa estava em ruína financeira e os tumultos e rebeliões estouraram pelo país. A reputação de Seymour era alta dentre os historiadores até décadas recentes, já que suas muitas proclamações pareciam apoiar o povo contra a classe latifundiária. Entretanto, mais recentemente, ele foi interpretado como um governante arrogante e indiferente, sem habilidades políticas e administrativas.

## Protetorado de Dudley
Em contraste, João Dudley, Conde de Warwick, feito Duque de Northumberland em 1551, o sucessor de Seymour, era considerado pelos historiadores um conspirador que cinicamente se elevou e enriqueceu-se às custas da coroa. Desde a década de 1570, as realizações econômicas e administrativas de seu governo passaram a ser reconhecidas. Ele recebeu crédito por restaurar a autoridade do conselho e por equilibrar o governo após os desastres do protetorado de Seymour.

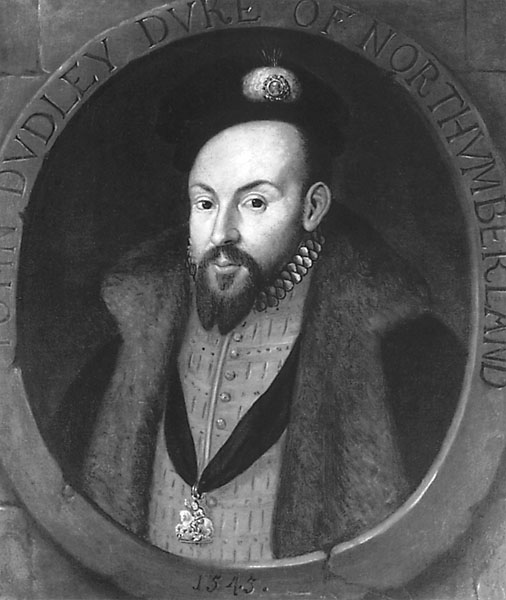
João Dudley.

O rival de Dudley na liderança do novo governo era Tomás Wriothesley, 1.º Conde de Southampton, cujos apoiadores conservadores haviam se aliado com os de Dudley para criar um conselho unânime, esperando reverter a política de reforma religiosa de Seymour. Entretanto, Dudley depositou suas esperanças no forte protestantismo do rei e, afirmando que Eduardo era velho o bastante para governar pessoalmente, se aproximou do rei junto com seu pessoal, tomando o Conselho Privado. Paget, aceitando um título de barão, juntou-se a Dudley ao perceber que a política conservadora não aproximaria o imperador Carlos V da causa inglesa em Bolonha. Wriothesley preparou um caso para executar Seymour, desejando descreditar Dudley através das declarações de Seymour feitas com a cooperação do primeiro. Como um contramovimento, Dudley convenceu o parlamento a libertar Seymour em 14 de janeiro de 1550. Dudley então expulsou Wriothesley e seus apoiadores depois de ganhar os outros membros em troca de títulos, sendo feito Lorde Presidente do Conselho e grande mestre da criadagem do rei. Ele era claramente o líder do governo, mesmo não sendo chamado de Protetor.
Eduardo crescia e passava a entender cada vez mais sobre os assuntos de governo. Entretanto, seu real envolvimento nas decisões sempre foi debatido, e historiadores do século XX apresentaram várias possibilidades; nas palavras de Stephen Alford, "equilibrando uma marionete articulada contra um rei precoce, maduro e essencialmente adulto". Um "Conselho de Estado" foi criado quando Eduardo completou catorze anos. O rei pôde escolher ele próprio seus membros. Nas reuniões semanais, Eduardo "escutava os debates das coisas de maior importância". Um local de contato era a Câmara Privada, onde o rei trabalhava com os secretários Guilherme Cecil e Guilherme Petre. Ele exercia sua maior influência nas questões religiosas, onde o conselho seguia a política protestante que era a favor.
O modo de operação de Dudley era bem diferente do de Seymour. Tomando cuidado para ter certeza de sempre comandar a maioria dos conselheiros, ele encorajava a funcionalidade do conselho e o usava para legitimizar sua autoridade. Por não ter a relação de sangue que Seymour tinha com o rei, Dudley adicionou membros de sua facção ao conselho para controlá-lo. Ele também colocou membros de sua família na criadagem real. Ele entendeu que precisava de um total controle processual do conselho para alcançar domínio pessoal. Nas palavras do historiador John Guy, "Como Seymour, ele se tornou quase-rei; a diferença era que organizou a burocracia na pretensão que Eduardo havia assumido total soberania, enquanto Seymour tinha afirmado o direito de quase soberania como Protetor".

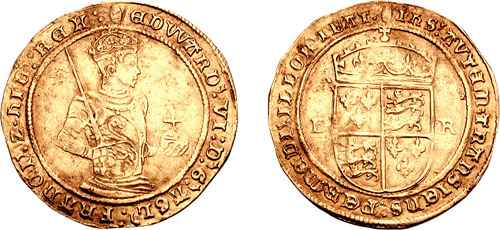
Moeda meia-soberana de Eduardo cunhada em 1551.

Suas políticas de guerra eram mais pragmáticas que as de Seymour, sendo criticado por sua fraqueza. Em 1550, ele assinou um tratado de paz com a França concordando em se retirar de Bolonha e desfazendo as guarnições na Escócia. No ano seguinte, Eduardo foi prometido a Isabel de Valois, filha de Henrique II de França. Na prática, ele percebeu que a Inglaterra não tinha como arcar com o custo das guerras. Internamente, tomou medidas para controlar a agitação social. Para mais rebeliões, Dudley manteve representantes da coroa permanentemente entre o povo, incluindo lordes-tenentes, que comandavam forças militares e se reportavam a um governo central.
Dudley, junto com Guilherme Paulet e Valter Mildmay, trabalhou no desastroso estado das finanças do reino. Porém, seu governo sucumbiu às tentações de lucrar rapidamente ao desvalorizar a moeda. O desastre econômico que se seguiu fez Dudley entregar a iniciativa ao especialista Tomás Gresham. Em 1552, a confiança na moeda voltou, os preços caíram e as trocas melhoraram. Apesar da total recuperação econômica ter ocorrido apenas no reinado de Isabel, suas origens estão nas políticas de Dudley. O governo também reprimiu a fraude e realizou uma grande reavaliação das práticas de arrecadação de receitas, algo que foi chamado de "uma das mais notáveis realizações da administração Tudor".

## Reforma religiosa
Na questão religiosa, o governo de Dudley seguia a mesma política do de Seymour, apoiando um programa reformista cada vez mais intenso. Apesar da influência prática de Eduardo no governo ser limitada, seu forte protestantismo fez da reforma algo obrigatório; sua sucessão foi realizada pela facção reformista que continuou no poder durante seu reinado. Tomás Cranmer, Arcebispo da Cantuária, era o homem que o rei mais confiava, e ele apresentou uma série de reformas religiosas que revolucionavam a Igreja Anglicana de uma que – apesar de rejeitar a supremacia papal – permanecia essencialmente católica para uma institucionalmente protestante. Sob Eduardo, foi retomado o confisco de propriedades da igreja que havia começado com Henrique VIII – notavelmente com a dissolução de capelas – gerando grandes vantagens para a coroa e para os novos donos das propriedades. Dessa maneira, a reforma foi uma ação religiosa e política no reinado de Eduardo VI. Ao final de seu reinado, a igreja estava em ruínas financeiras e com muitas das propriedades dos bispos transferidas para outras mãos.
As convicções religiosas de Seymour e Dudley nunca foram claras para os historiadores, que se dividem sobre a sinceridade de seu protestantismo. Entretanto, há poucas dúvidas sobre o fervor religioso de Eduardo VI, que costumava ler doze capítulos das Escrituras por dia e gostava de sermões; João Foxe o chamou de "pequeno devoto". O rei foi representado durante e após sua vida como um novo Josias, o rei bíblico que destruiu os ídolos de Baal. Ele conseguia ser pedante em seu anticatolicismo e uma vez pediu para Catarina Parr convencer Maria "a deixar de participar de danças estrangeiras e diversões que não a tornam mais uma princesa cristã". Jennifer Loach, biógrafa de Eduardo, adverte contra aceitar rapidamente a imagem piedosa do rei criada pelos reformistas, como o influente Atos e Monumentos de Foxe, onde uma xilogravura retrata Eduardo ouvindo um sermão de Hugo Latimer. No início de sua vida, Eduardo se conformou às práticas prevalecentes católicas, incluindo comparecer a missas. Porém, convenceu-se, sob a influência de Cranmer e outros reformistas entre seus tutores e serventes, que se deveria impor a "verdadeira" religião na Inglaterra.

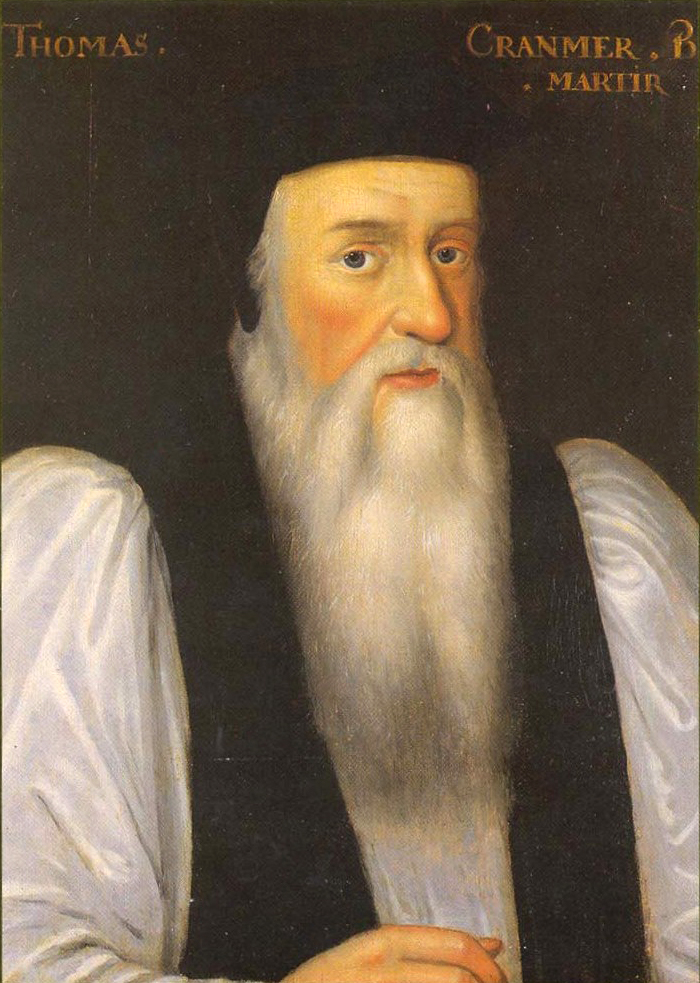
Tomás Cranmer.

A Reforma Inglesa prosseguiu sob pressão de dois lados: dos tradicionalistas e dos zelotos, que lideravam incidentes de iconoclastia e reclamavam que a reforma não tinha ido longe o bastante. Doutrinas reformistas foram oficializadas, como a justificação da fé somente e a eucaristia do pão e vinho para leigos e clero. O Ordinal de 1550 substituía a ordenação divina de padres por um governo com um sistema de nomeação, autorizando ministros a pregar o evangelho e administrar o sacramento ao invés de "oferecer sacrifício e celebrar a missa tanto pelos vivos quanto pelos mortos", como antes. Cranmer assumiu a tarefa de escrever uma liturgia unificada em inglês, detalhando todos os cultos diários e semanais e festivais religiosos, obrigatórios no primeiro Ato de Uniformidade de 1549. Tradicionalistas atacaram o Livro de Oração Comum de 1549 por dispensar muitos rituais queridos da liturgia, como a elevação do pão e vinho, enquanto alguns reformistas reclamavam da retenção de muitos elementos "papistas", incluindo vestígios de rituais de sacrifício na eucaristia. Muitos clérigos católicos opuseram-se ao livro de oração, como Estêvão Gardiner, Bispo de Westminster, e Edmundo Bonner, Bispo de Londres, que foram aprisionados na Torre de Londres e privados de sua sé.
A reforma avançou ainda mais depois de 1551 com a aprovação e encorajamento de Eduardo, que passou a exercer uma influência pessoal maior em sua capacidade de Chefe Supremo da Igreja. As novas reformas também foram uma resposta às críticas de reformistas como João Hooper, Bispo de Gloucester, e o escocês João Knox, que foi empregado como ministro em Nescastle sob Dudley e cujas pregações na corte fizeram o rei a ir contra o ajoelhamento na eucaristia. Cranmer também influenciou os pontos de vista do reformista continental Martin Bucer, que morreu na Inglaterra em 1551, de Pietro Martire Vermigli, que estava lecionando em Oxford, e outros teólogos estrangeiros. A consagração de mais bispos reformistas acelerou o processo. No final de 1551 e início de 1552, Cranmer reescreveu o Livro de Oração Comum em termos reformistas menos ambíguos, revisou o direito canónico e preparou uma declaração doutrinal, os Quarenta e Dois Artigos, para esclarecer a prática da religião reformada, particularmente a delicada questão da Eucaristia. A formulação de Cranmer da religião reformada, finalmente livrando a eucaristia de qualquer noção da verdadeira presença de Deus no pão e vinho, efetivamente aboliu as missas. De acordo com Geoffrey Elton, a publicação do livro revisado de Cranmer em 1552, junto com o segundo Ato de Uniformidade, "marcou o ressurgimento da Igreja Anglicana no protestantismo". O livro de oração de 1552 permanece até hoje como a fundação dos serviços religiosos da Igreja Anglicana. Porém, ele não conseguiu implementar todas as mudanças assim que ficou claro que Eduardo, quem toda a reforma dependia, estava morrendo no início de 1553.

## Crise da sucessão

### Elaboração para a sucessão

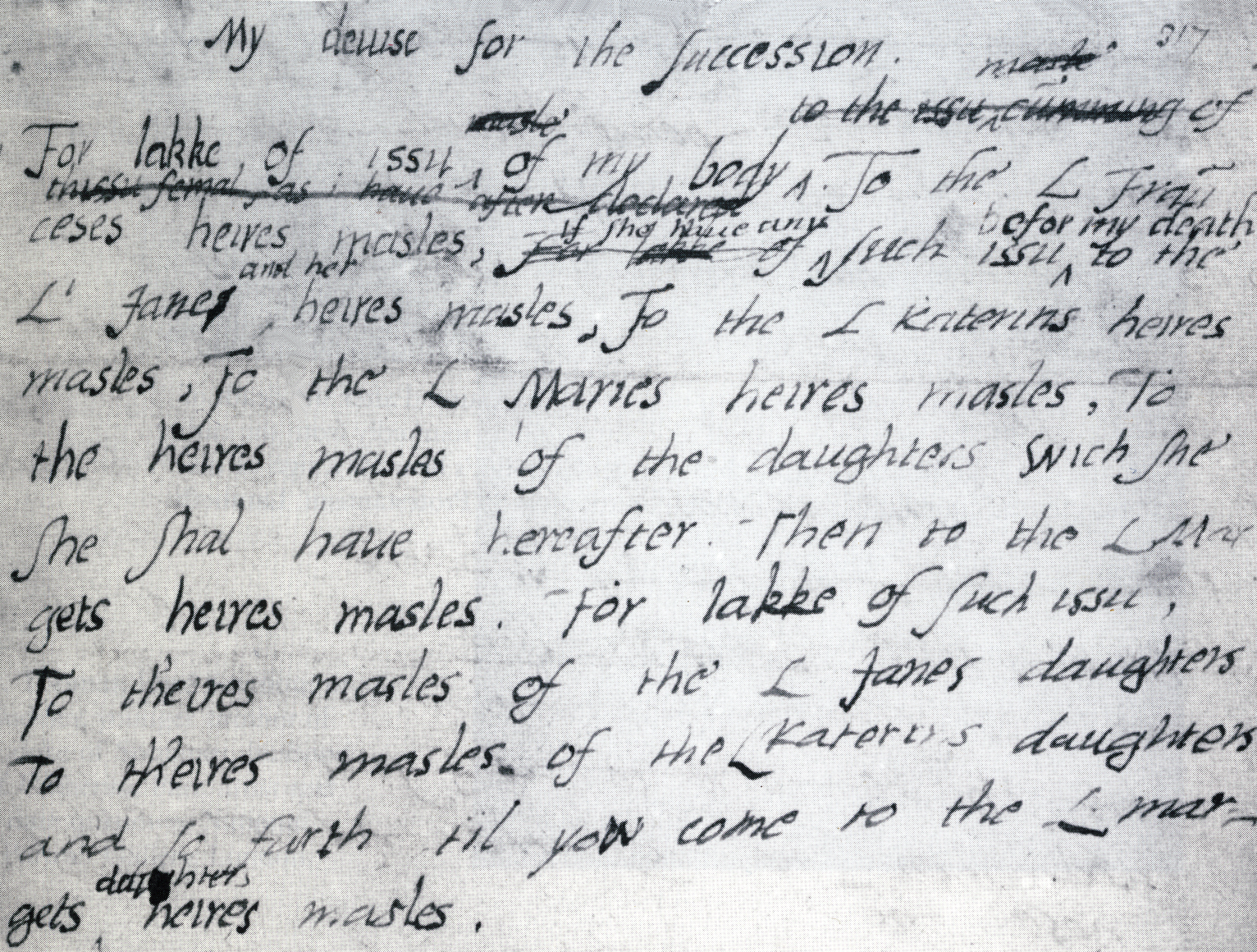
Na "elaboração para a sucessão", Eduardo preteriu as irmãs em favor de Joana Grey. Na quarta linha, alterou "herdeiros homens de L Joana" para "L Joana e seus herdeiros homens".

Em fevereiro de 1553 Eduardo VI ficou doente e em junho, após várias melhoras e recaídas, estava em uma condição sem esperanças. A morte do rei e a sucessão de sua meia-irmã católica Maria colocaria em perigo a reforma inglesa; seu conselho e oficiais tinham várias razões para temer isso. O próprio Eduardo era contra a sucessão de Maria, não apenas por questões religiosas mas também nas de legitimidade e herança masculina, algo que também se aplicava a Isabel. Ele escreveu um rascunho de documento, "Minha elaboração para a sucessão", em que empreendeu alterar a sucessão, muito provavelmente inspirado pelo precedente de seu pai. Ele preteriu as reivindicações de suas meias-irmãs e colocou a coroa em sua prima de segundo grau Joana Grey, então com dezesseis anos, que se casou em 25 de maio de 1553 com lorde Guildford Dudley, um dos filhos de João Dudley.
Em seu documento Eduardo forneceu, em caso de "falta de descendência de meu corpo", a sucessão apenas para herdeiros homens da mãe de Joana Grey, de Joana ou de suas irmãs. Enquanto sua morte se aproximava e possivelmente sob a influência de Dudley, ele alterou as palavras para que Joana e suas irmãs pudessem suceder. Porém, Eduardo concedia o direito a Joana apenas na falta de existência de um herdeiro homem, exigida pela realidade, um exemplo que não deveria ser seguido se Joana e suas irmãs tivessem apenas filhas. No documento final, tanto Maria quanto Isabel foram excluídas por ilegitimidade já que haviam sido declaradas bastardas no reinado de Henrique VIII. As disposições para alterar a sucessão iam diretamente de encontro com o Terceiro Ato de Sucessão de Henrique e já foram descritas como bizarras e ilógicas.

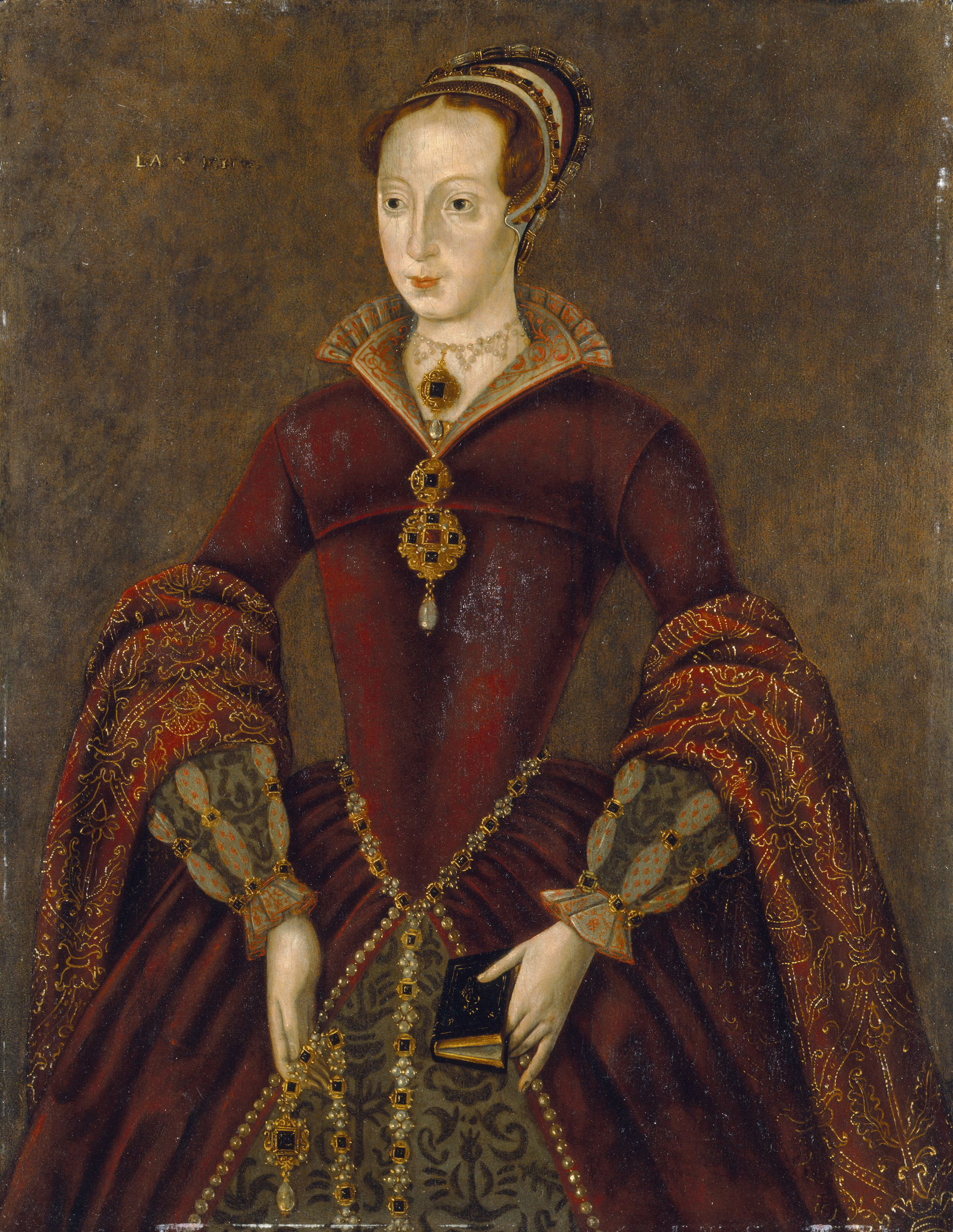
Joana Grey.

No início de junho, Eduardo supervisionou pessoalmente a redação por advogados de uma versão de sua elaboração, que ele assinou em seis pontos chave. Depois, em 15 de junho, ele chamou altos juízes até sua cama, comandando-os "com palavras afiadas e semblante zangado" na sua aliança para preparar sua elaboração em cartas-patente e anunciar que iria passá-las no parlamento. Sua medida seguinte foi ter conselheiros e advogados assinarem em sua presença um vínculo em que concordavam seguir fielmente o testamento após sua morte. Alguns meses depois, Eduardo Montagu, chefe de justiça, falou que quando ele e seus colegas levantaram questões legais contra a elaboração, Dudley os ameaçou "tremendo para a raiva ... ainda disse que iria lutar de camisa contra qualquer homem naquela querela". Montagu também ouviu um grupo de lordes atrás dele concluir que "se eles se recusassem a fazer isso, eram traidores". Finalmente, a elaboração foi assinada por mais de cem pessoas em 21 de junho, incluindo conselheiros, pariatos, arcebispos, bispos e xerifes; muitos posteriormente afirmaram que foram coagidos por Dudley, apesar da biógrafa Jennifer Loach apontar que "poucos deram na época quaisquer indicações claras de relutância".
Era de conhecimento público que Eduardo estava morrendo, e diplomatas estrangeiros suspeitavam que um esquema para excluir Maria já estava em andamento. A França achou desagradável a possibilidade de uma prima do imperador no trono inglês, começando conversas secretas com Dudley indicando seu apoio. Os diplomatas estavam certos de que a enorme maioria da população da Inglaterra apoiava Maria, mas mesmo assim acreditavam que Joana seria estabelecida como rainha de forma bem-sucedida.
Durante séculos, a tentativa de alterar a sucessão foi vista principalmente como um plano apenas de Dudley. Entretanto, desde a década de 1970, muitos historiadores atribuíram a origem da "elaboração" e a insistência para sua implementação como iniciativa de Eduardo. Diarmaid MacCulloch disse que eram os "sonhos adolescentes [do rei] de fundar um reino evangélico de Cristo", enquanto que David Starkey afirmou que "Eduardo teve alguns colaboradores, mas a força iniciativa era dele". Entre outros membros da Câmara Privada, sir João Gates, íntimo de Dudley, foi suspeito de sugerir ao rei que alterasse a elaboração para que a própria Joana Grey – não apenas seus filhos homens – pudesse herdar a coroa. Não importando seu grau de contribuição, Eduardo estava convencido que sua palavra era a lei e apoiou totalmente deserdar suas meias-irmãs: "barrar Maria da sucessão era uma causa que o jovem rei acreditava".

### Doença e morte

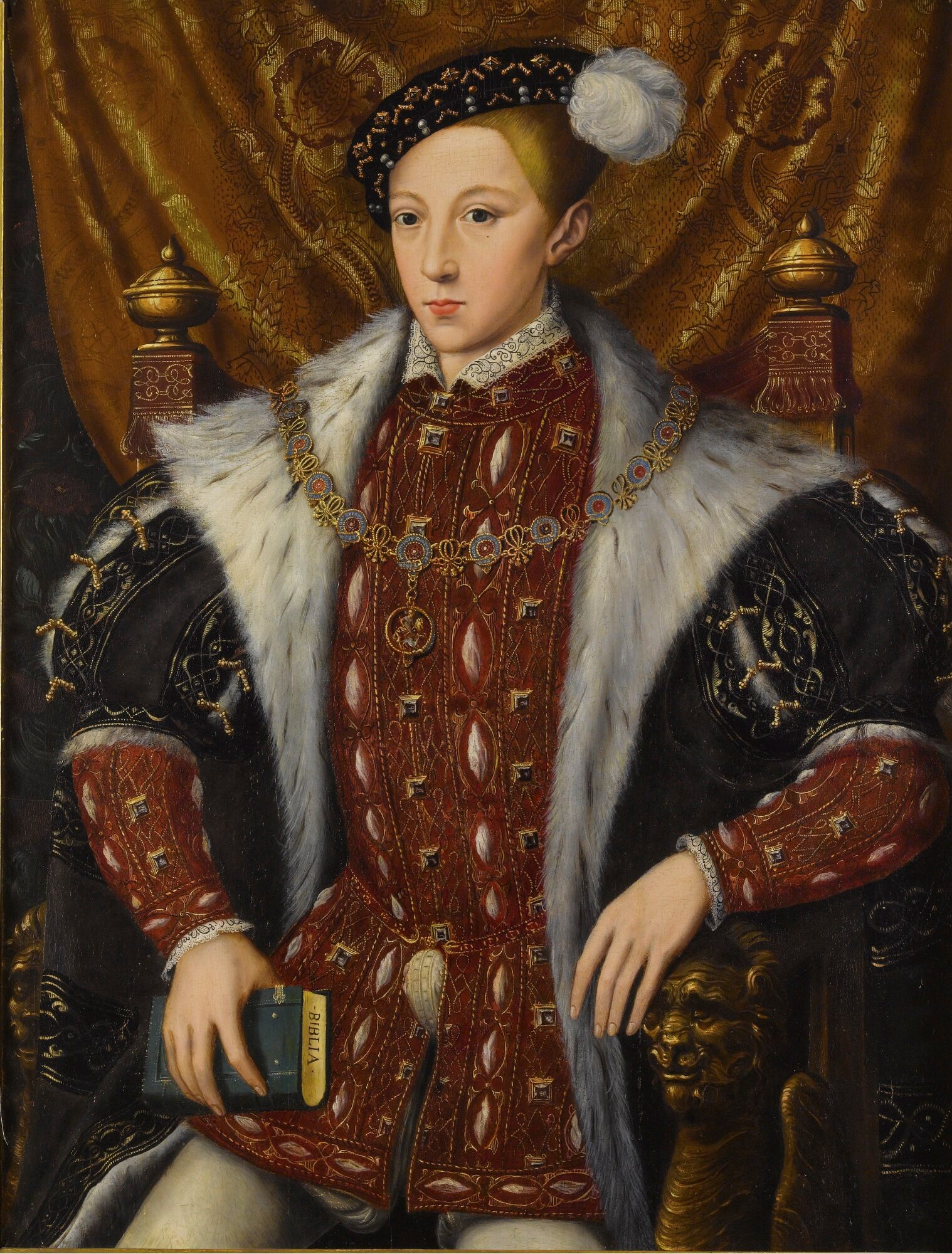
Eduardo, c. 1550.

Eduardo adoeceu em fevereiro de 1553 com uma febre e tosse que gradualmente piorou. Jean Scheyfve, embaixador imperial, relatou que "ele sofre bastante quando a febre o ataca, especialmente por uma dificuldade de respirar, que se deve a uma compressão dos órgãos do lado direito ... Eu opino que isso é uma visita e um sinal de Deus". O rei ficou bom o bastante no início de abril para tomar ar no parque de Westminster e se mudar para Greenwich, porém ele ficou fraco novamente ao final do mês. Em 7 de maio, ele estava "muito alterado" e os médicos estavam confiantes em sua recuperação. Alguns dias depois Eduardo estava vendo os navios passarem no rio Tâmisa da sua janela. Porém, ele desmaiou, e em 11 de junho, Scheyfve, que tinha um informante na criadagem do rei, relatou que "a matéria que ele expele de sua boca é algumas vezes da cor amarela e preta esverdeada, algumas vezes rosa, como a cor do sangue". Seus médicos agora acreditavam que ele estava sofrendo de "um tumor supurante" nos pulmões e admitiram que a vida de Eduardo não podia ser salva. Logo, suas pernas ficaram tão inchadas que ele tinha que deitar de costas, também perdendo a força para resistir a doença. Ele sussurrou ao seu tutor João Cheke que "Eu estou feliz em morrer".
Eduardo fez sua última aparição pública em 1 de julho quando apareceu na janela do Palácio de Placentia, horrorizando as pessoas com sua condição "magra e definhada". Nos dias seguintes, grandes multidões chegaram na esperança de vê-lo novamente, porém no dia 3 foi informado que o clima estava muito frio para o rei aparecer. Eduardo VI morreu no Palácio de Placentia aos 15 anos de idade em 6 de julho de 1553. De acordo com o relato de João Foxe sobre sua morte, suas últimas palavras foram: "Eu estou fraco; que o Senhor tenha piedade de mim, e leve meu espírito". Ele foi enterrado no dia 8 de agosto na Capela de Henrique VII na Abadia de Westminster, com rituais sendo realizados por Cranmer. A procissão passou por toda Londres e os habitantes a assistiram "chorando e lamentando"; a carruagem funerária, envolta de ouro, foi coberta por uma efígie de Eduardo com coroa, cetro e jarreteira.
A causa da morte de Eduardo VI não é certa. Como muitas mortes reais no século XVI, surgiram vários rumores sobre envenenamento, porém nunca se encontrou evidências disso. Dudley, cuja impopularidade ficou aparente após a morte do rei, era o centro dos rumores sobre o suposto envenenamento. Outra teoria dizia que Eduardo havia sido envenenado por católicos que queriam ver Maria no trono. O cirurgião que abriu o peito do rei depois de sua morte descobriu que "a doença da qual sua majestade morreu foi a doença dos pulmões". O embaixador veneziano relatou que Eduardo morreu de consumo – em outras palavras, tuberculose – um diagnóstico aceito pela maioria dos historiadores. Skidmore acredita que o rei contraiu tuberculose após um ataque de sarampo e varíola em 1552, algo que suprimiu sua imunidade natural. Loach sugere que seus sintomas eram de uma broncopneumonia, levando a uma "infecção pulmonar supurante" ou abscesso pulmonar, sepse e insuficiência renal.

### Joana e Maria

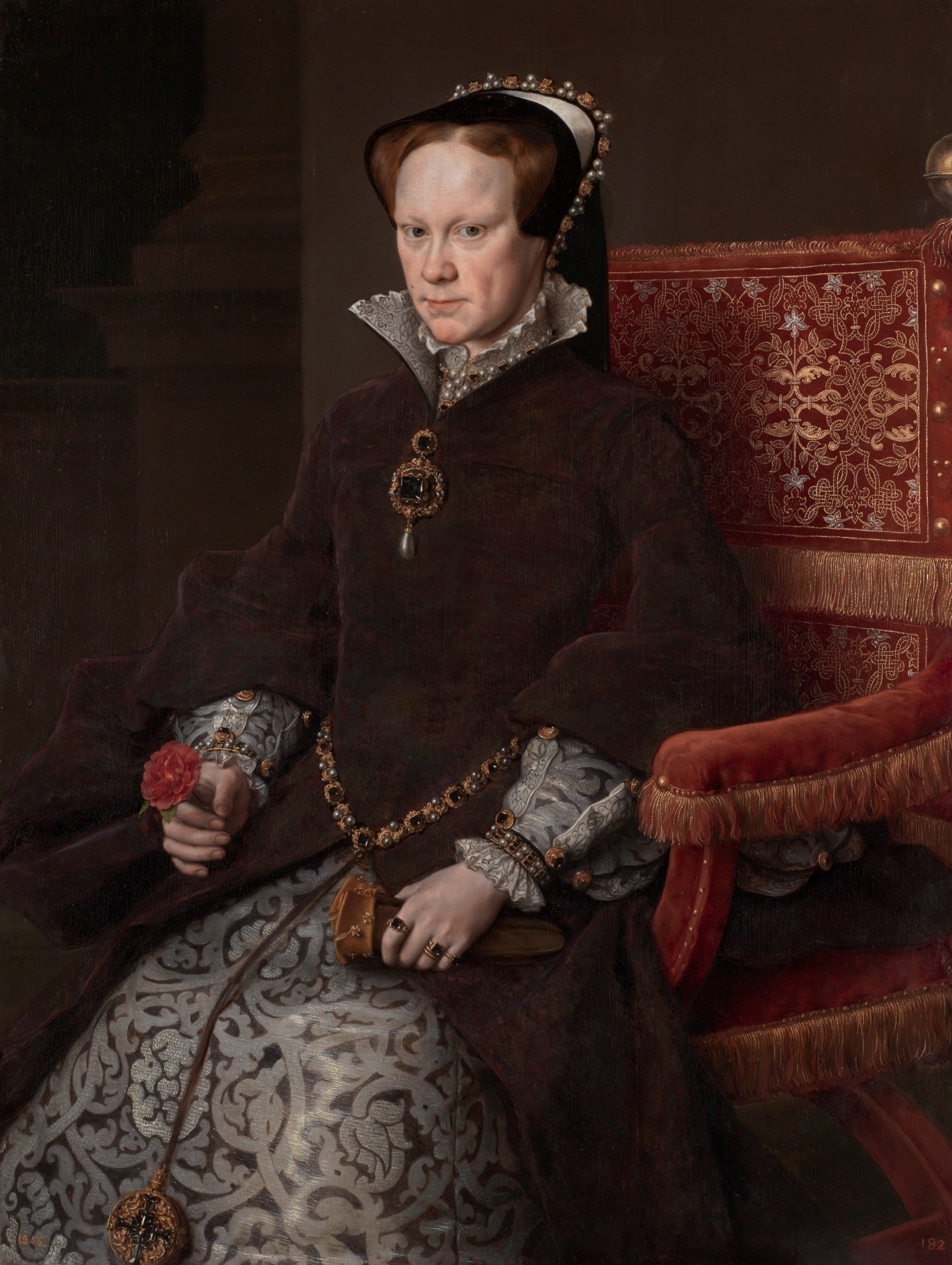
Maria I em 1554.

Maria, que viu Eduardo pela última vez em fevereiro, foi mantida informada da situação de seu meio-irmão por Dudley e seus contatos com os embaixadores imperiais. Ciente da iminente morte de Eduardo, ela deixou a Hunsdon House, perto de Londres, e foi para suas propriedades em Kenninghall e Norfolk, onde podia contar com o apoio de seus inquilinos. Dudley enviou navios para a costa de Norfolk para impedir que ela fugisse do país ou barrar a chegada de reforços vindos do continente. Ele adiou o anúncio da morte do rei para poder juntar suas forças, com Joana Grey sendo levada à Torre no dia 10 de julho. No mesmo dia, foi proclamada rainha nas ruas de Londres, gerando descontentamento. O Conselho Privado recebeu uma mensagem de Maria afirmando seu "direito e título" ao trono e mandando o conselho proclamá-la sua rainha, algo que ela mesma já tinha feito. O conselho respondeu afirmando que Joana era rainha pela autoridade de Eduardo e que ela, ao contrário, era ilegítima e apoiada por "algumas pessoas básicas e lascivas".
Dudley logo percebeu que havia calculado mal suas ações, não menos ao falhar em assegurar-se da pessoa de Maria antes da morte de Eduardo. Apesar de muitos que se juntaram por Maria eram conservadores esperando derrotar o protestantismo, seus apoiadores também incluíam muitos que consideram que sua reivindicação ao trono estava acima de quaisquer considerações religiosas. Dudley foi obrigado a deixar o controle do conselho em Londres e lançar uma perseguição não planejada por Maria em Anglia do Leste, onde chegavam notícias de seu crescente apoio, que incluíam vários nobres, cavalheiros e "incontáveis companhias de pessoas comuns". Em 14 de julho, Dudley marchou para fora de Londres com três mil homens, chegando em Cambridge no dia seguinte; enquanto isso, Maria juntou suas forças no Castelo de Framlingham em Suffolk no dia 19 de julho, alcançando quase vinte mil homens.
Agora o Conselho Privado percebeu que havia cometido um grande erro. Em 19 de julho, liderado pelo Conde de Arundel e o Conde de Pembroke, o conselho proclamou publicamente Maria como sua rainha; o reinado de nove dias de Joana terminou. A proclamação iniciou grande euforia por toda Londres. Preso em Cambridge, Dudley também proclamou Maria – como havia sido comandado pelo conselho através de uma carta. Guilherme Paget e o Conde de Arundel foram para Framlingham a fim de pedir o perdão de Maria; Arundel prendeu Dudley em 24 de julho. Dudley foi decapitado no dia 22 de agosto, pouco depois de renunciar ao protestantismo. Sua retratação consternou Joana, sua nora, que também foi executada no dia 12 de fevereiro de 1554.

## Legado protestante

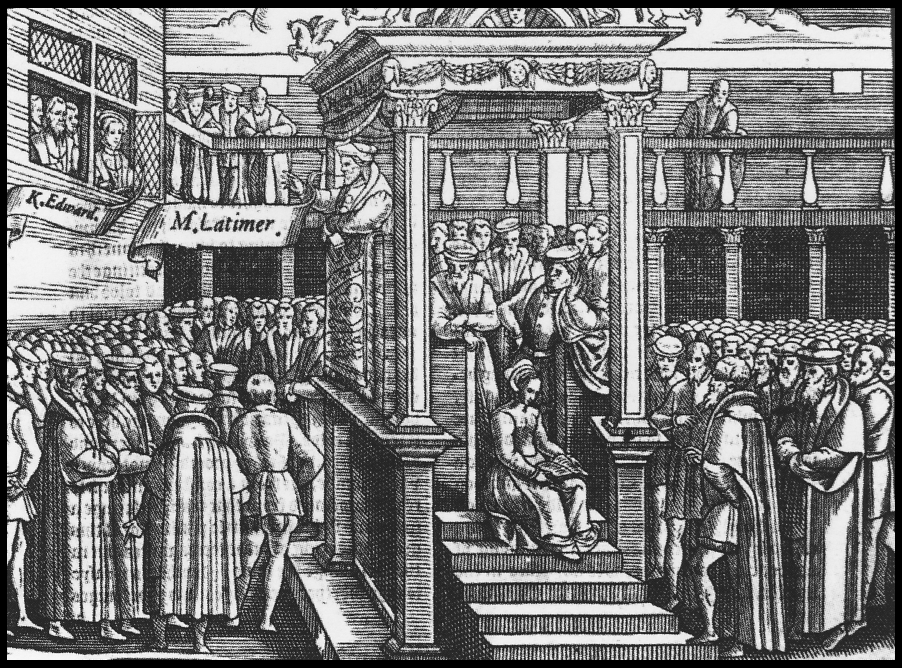
Xilografia contemporânea de Hugo Lartimer pregando ao rei Eduardo VI e uma multidão de cortesãos nos jardins particulares do Palácio de Whitehall.

Apesar de Eduardo VI ter reinado por apenas seis anos, seu período como rei deixou uma contribuição duradoura na Reforma Inglesa e na estrutura da Igreja Anglicana. A última década do reinado de Henrique VIII teve uma parcial estagnação na reforma, voltando para valores mais conservadores. Em contraste, o reinado de Eduardo viu uma progresso radical. Em seis anos, a igreja deixou de ter uma liturgia e estrutura essencialmente católica apostólica romana para uma normalmente identificada como protestante. Particularmente, a introdução do Livro de Oração Comum, o Ordinal de 1550 e os Quarenta e Dois Artigos de Cranmer formaram a base das práticas da Igreja Anglicana que se mantém até os dias de hoje. O próprio Eduardo aprovou essas mudanças, e mesmo elas tendo sido obras de reformistas como Tomás Cranmer, Hugo Latimer e Nicolas Ridley, apoiados pelo conselho evangelical do rei, sua religião foi o catalisador na aceleração da reforma durante seu reinado.
Maria enfrentou grandes obstáculos para reverter as obras religiosas de seu meio-irmão. Apesar de acreditar na supremacia papal, ela governava constitucionalmente como Chefe Suprema da Igreja Anglicana, uma contradição que tentou reprimir. Maria viu-se incapaz de restaurar o grande número de propriedades eclesiásticas entregues ou vendidas a donos particulares. Apesar dela ter queimado vários clérigos protestantes, muitos reformistas foram para o exílio ou permaneceram ativos na Inglaterra subversivamente, produzindo uma grande quantidade de propaganda que ela não conseguiu deter. Mesmo assim, o protestantismo ainda não estava "impresso nos estômagos" do povo inglês, e se Maria tivesse vivido mais, sua reconstrução católica poderia ter sido bem sucedida, deixando o reinado de Eduardo como uma aberração histórica, não o seu próprio.
Quando Maria morreu em 1558, a Reforma Inglesa continuou e a maioria das reformas instituídas durante o reinado de Eduardo foram restabelecidas na Resolução Religiosa de Isabel. A nova rainha substituiu os conselheiros e bispos de Maria com ex-eduardianos, como Guilherme Cecil, antigo secretário de Dudley, e Ricardo Cox, ex-tutor de Eduardo, que pregaram sermões anticatólicos na abertura do parlamento em 1559. O parlamento aprovou o Ato da Uniformidade que restaurava com algumas modificações o livro de oração de Cranmer; os Trinta e Nove Artigos de 1563 foram baseados nos Quarenta e Dois Artigos de Cranmer. Os desenvolvimentos teológicos de Eduardo foram uma grande referência para as políticas religiosas de Isabel.

## Árvore genealógica
|  |  |                         |                         |                         |                         | João Seymour m. 1536    | João Seymour m. 1536    | João Seymour m. 1536 | João Seymour m. 1536 | João Seymour m. 1536  | João Seymour m. 1536  |                       |                       | Margarida Wentworth m. 1550 | Margarida Wentworth m. 1550 | Margarida Wentworth m. 1550 | Margarida Wentworth m. 1550 | Margarida Wentworth m. 1550 | Margarida Wentworth m. 1550 |                       |                       |                       |                       |                      |                      |                      |                      |                      |                      |  |  |                   |                   |                   |                   |                         |                         |                         |                         |                         |                         | Henrique VII 1457–1509 | Henrique VII 1457–1509 | Henrique VII 1457–1509 | Henrique VII 1457–1509 | Henrique VII 1457–1509 | Henrique VII 1457–1509 |                     |                     | Isabel 1466–1503    | Isabel 1466–1503    | Isabel 1466–1503    | Isabel 1466–1503    | Isabel 1466–1503 | Isabel 1466–1503 |                             |                             |                             |                             |                             |                             |  |  |  |  |  |  |  |  |  |  |  |  |  |  |  |  |  |  |  |  |  |  |  |  |  |  |  |  |  |  |
|  |  |                         |                         |                         |                         | João Seymour m. 1536    | João Seymour m. 1536    | João Seymour m. 1536 | João Seymour m. 1536 | João Seymour m. 1536  | João Seymour m. 1536  |                       |                       | Margarida Wentworth m. 1550 | Margarida Wentworth m. 1550 | Margarida Wentworth m. 1550 | Margarida Wentworth m. 1550 | Margarida Wentworth m. 1550 | Margarida Wentworth m. 1550 |                       |                       |                       |                       |                      |                      |                      |                      |                      |                      |  |  |                   |                   |                   |                   |                         |                         |                         |                         |                         |                         | Henrique VII 1457–1509 | Henrique VII 1457–1509 | Henrique VII 1457–1509 | Henrique VII 1457–1509 | Henrique VII 1457–1509 | Henrique VII 1457–1509 |                     |                     | Isabel 1466–1503    | Isabel 1466–1503    | Isabel 1466–1503    | Isabel 1466–1503    | Isabel 1466–1503 | Isabel 1466–1503 |                             |                             |                             |                             |                             |                             |  |  |  |  |  |  |  |  |  |  |  |  |  |  |  |  |  |  |  |  |  |  |  |  |  |  |  |  |  |  |
|  |  |                         |                         |                         |                         |                         |                         |                      |                      |                       |                       |                       |                       |                             |                             |                             |                             |                             |                             |                       |                       |                       |                       |                      |                      |                      |                      |                      |                      |  |  |                   |                   |                   |                   |                         |                         |                         |                         |                         |                         |                        |                        |                        |                        |                        |                        |                     |                     |                     |                     |                     |                     |                  |                  |                             |                             |                             |                             |                             |                             |  |  |  |  |  |  |  |  |  |  |  |  |  |  |  |  |  |  |  |  |  |  |  |  |  |  |  |  |  |  |
|  |  |                         |                         |                         |                         |                         |                         |                      |                      |                       |                       |                       |                       |                             |                             |                             |                             |                             |                             |                       |                       |                       |                       |                      |                      |                      |                      |                      |                      |  |  |                   |                   |                   |                   |                         |                         |                         |                         |                         |                         |                        |                        |                        |                        |                        |                        |                     |                     |                     |                     |                     |                     |                  |                  |                             |                             |                             |                             |                             |                             |  |  |  |  |  |  |  |  |  |  |  |  |  |  |  |  |  |  |  |  |  |  |  |  |  |  |  |  |  |  |
|  |  | Eduardo Seymour m. 1552 | Eduardo Seymour m. 1552 | Eduardo Seymour m. 1552 | Eduardo Seymour m. 1552 | Eduardo Seymour m. 1552 | Eduardo Seymour m. 1552 |                      |                      | Tomás Seymour m. 1549 | Tomás Seymour m. 1549 | Tomás Seymour m. 1549 | Tomás Seymour m. 1549 | Tomás Seymour m. 1549       | Tomás Seymour m. 1549       |                             |                             | Joana Seymour m. 1537       | Joana Seymour m. 1537       | Joana Seymour m. 1537 | Joana Seymour m. 1537 | Joana Seymour m. 1537 | Joana Seymour m. 1537 |                      |                      |                      |                      |                      |                      |  |  |                   |                   |                   |                   | Henrique VIII 1491–1547 | Henrique VIII 1491–1547 | Henrique VIII 1491–1547 | Henrique VIII 1491–1547 | Henrique VIII 1491–1547 | Henrique VIII 1491–1547 |                        |                        |                        |                        |                        |                        | Margarida 1489–1541 | Margarida 1489–1541 | Margarida 1489–1541 | Margarida 1489–1541 | Margarida 1489–1541 | Margarida 1489–1541 |                  |                  | Maria 1496–1533             | Maria 1496–1533             | Maria 1496–1533             | Maria 1496–1533             | Maria 1496–1533             | Maria 1496–1533             |  |  |  |  |  |  |  |  |  |  |  |  |  |  |  |  |  |  |  |  |  |  |  |  |  |  |  |  |  |  |
|  |  | Eduardo Seymour m. 1552 | Eduardo Seymour m. 1552 | Eduardo Seymour m. 1552 | Eduardo Seymour m. 1552 | Eduardo Seymour m. 1552 | Eduardo Seymour m. 1552 |                      |                      | Tomás Seymour m. 1549 | Tomás Seymour m. 1549 | Tomás Seymour m. 1549 | Tomás Seymour m. 1549 | Tomás Seymour m. 1549       | Tomás Seymour m. 1549       |                             |                             | Joana Seymour m. 1537       | Joana Seymour m. 1537       | Joana Seymour m. 1537 | Joana Seymour m. 1537 | Joana Seymour m. 1537 | Joana Seymour m. 1537 |                      |                      |                      |                      |                      |                      |  |  |                   |                   |                   |                   | Henrique VIII 1491–1547 | Henrique VIII 1491–1547 | Henrique VIII 1491–1547 | Henrique VIII 1491–1547 | Henrique VIII 1491–1547 | Henrique VIII 1491–1547 |                        |                        |                        |                        |                        |                        | Margarida 1489–1541 | Margarida 1489–1541 | Margarida 1489–1541 | Margarida 1489–1541 | Margarida 1489–1541 | Margarida 1489–1541 |                  |                  | Maria 1496–1533             | Maria 1496–1533             | Maria 1496–1533             | Maria 1496–1533             | Maria 1496–1533             | Maria 1496–1533             |  |  |  |  |  |  |  |  |  |  |  |  |  |  |  |  |  |  |  |  |  |  |  |  |  |  |  |  |  |  |
|  |  |                         |                         |                         |                         |                         |                         |                      |                      |                       |                       |                       |                       |                             |                             |                             |                             |                             |                             |                       |                       |                       |                       |                      |                      |                      |                      |                      |                      |  |  |                   |                   |                   |                   |                         |                         |                         |                         |                         |                         |                        |                        |                        |                        |                        |                        |                     |                     |                     |                     |                     |                     |                  |                  |                             |                             |                             |                             |                             |                             |  |  |  |  |  |  |  |  |  |  |  |  |  |  |  |  |  |  |  |  |  |  |  |  |  |  |  |  |  |  |
|  |  |                         |                         |                         |                         |                         |                         |                      |                      |                       |                       |                       |                       |                             |                             |                             |                             |                             |                             |                       |                       |                       |                       | Eduardo VI 1537–1553 | Eduardo VI 1537–1553 | Eduardo VI 1537–1553 | Eduardo VI 1537–1553 | Eduardo VI 1537–1553 | Eduardo VI 1537–1553 |  |  | Maria I 1516–1558 | Maria I 1516–1558 | Maria I 1516–1558 | Maria I 1516–1558 | Maria I 1516–1558       | Maria I 1516–1558       |                         |                         | Isabel I 1533–1603      | Isabel I 1533–1603      | Isabel I 1533–1603     | Isabel I 1533–1603     | Isabel I 1533–1603     | Isabel I 1533–1603     |                        |                        | Jaime V 1512–1542   | Jaime V 1512–1542   | Jaime V 1512–1542   | Jaime V 1512–1542   | Jaime V 1512–1542   | Jaime V 1512–1542   |                  |                  | Francisca Brandon 1517–1559 | Francisca Brandon 1517–1559 | Francisca Brandon 1517–1559 | Francisca Brandon 1517–1559 | Francisca Brandon 1517–1559 | Francisca Brandon 1517–1559 |  |  |  |  |  |  |  |  |  |  |  |  |  |  |  |  |  |  |  |  |  |  |  |  |  |  |  |  |  |  |
|  |  |                         |                         |                         |                         |                         |                         |                      |                      |                       |                       |                       |                       |                             |                             |                             |                             |                             |                             |                       |                       |                       |                       | Eduardo VI 1537–1553 | Eduardo VI 1537–1553 | Eduardo VI 1537–1553 | Eduardo VI 1537–1553 | Eduardo VI 1537–1553 | Eduardo VI 1537–1553 |  |  | Maria I 1516–1558 | Maria I 1516–1558 | Maria I 1516–1558 | Maria I 1516–1558 | Maria I 1516–1558       | Maria I 1516–1558       |                         |                         | Isabel I 1533–1603      | Isabel I 1533–1603      | Isabel I 1533–1603     | Isabel I 1533–1603     | Isabel I 1533–1603     | Isabel I 1533–1603     |                        |                        | Jaime V 1512–1542   | Jaime V 1512–1542   | Jaime V 1512–1542   | Jaime V 1512–1542   | Jaime V 1512–1542   | Jaime V 1512–1542   |                  |                  | Francisca Brandon 1517–1559 | Francisca Brandon 1517–1559 | Francisca Brandon 1517–1559 | Francisca Brandon 1517–1559 | Francisca Brandon 1517–1559 | Francisca Brandon 1517–1559 |  |  |  |  |  |  |  |  |  |  |  |  |  |  |  |  |  |  |  |  |  |  |  |  |  |  |  |  |  |  |
|  |  |                         |                         |                         |                         |                         |                         |                      |                      |                       |                       |                       |                       |                             |                             |                             |                             |                             |                             |                       |                       |                       |                       |                      |                      |                      |                      |                      |                      |  |  |                   |                   |                   |                   |                         |                         |                         |                         |                         |                         |                        |                        |                        |                        |                        |                        | Maria 1542–1587     | Maria 1542–1587     | Maria 1542–1587     | Maria 1542–1587     | Maria 1542–1587     | Maria 1542–1587     |                  |                  | Joana Grey 1537–1554        | Joana Grey 1537–1554        | Joana Grey 1537–1554        | Joana Grey 1537–1554        | Joana Grey 1537–1554        | Joana Grey 1537–1554        |  |  |  |  |  |  |  |  |  |  |  |  |  |  |  |  |  |  |  |  |  |  |  |  |  |  |  |  |  |  |